# المستثنى بليس ولا يكون
المستثنى بليس ولا يكون: قد يستعملان للاستثناء مثل: (نجح الطلاب ليس المهمل أو لا يكون المهمل) وحكم المستثنى بهما وجوب النصب على اعتبار أنه خبرهما، أما اسمهما فضمير مستتر وجوبا تقديره (هو)، والشرط في استعمال (لا يكون) للاستثناء أن تكون بلفظ المضارع المنفي بلا دون غيرها من أدوات النفي.